# Бахо-Нуэво
Ба́хо-Нуэ́во (исп. Bajo Nuevo) (также на англ. Petrel Islands, острова Буревестника) — необитаемый риф в Карибском море.
Включает в себя несколько небольших островков и рифов, покрытых травой. Риф имеет размеры около 26 км (16 миль) в длину и 9 км (5,6 миль) в ширину.
Является предметом территориального спора нескольких государств: Колумбии, Ямайки, США (до 2012 года также Никарагуа). В большинстве случаев спор связан с попытками государств расширить свою исключительную экономическую зону над окружающими морями. В настоящее время контролируется Колумбией.

## География
Бахо-Нуэво имеет длину около 26 км и ширину 9 км. На спутниковом снимке видны две отдельные структуры, похожие на атоллы, разделённые глубоким каналом шириной 1,4 км в самом узком месте. Более крупный юго-западный рифовый комплекс простирается на 15,4 км с северо-востока на юго-запад и имеет ширину до 9,4 км, занимая площадь около 100 км². Риф частично пересыхает на южной и восточной сторонах. Меньший северо-восточный комплекс рифов имеет размеры 10,5 км с востока на запад и ширину до 5,5 км, занимая площадь 45 км². По сравнению с этим площадь суши ничтожно мала.
Самый заметный мыс — Лоу-Кей, расположенный в юго-западной части атолла. Он имеет длину 300 м и ширину 40 м, высоту не более 2 м и бесплоден. Он состоит из обломков кораллов, дрейфующей древесины и песка. Световой маяк на Лоу-Кей представляет собой металлическую башню высотой 21 м, окрашенную в белый цвет с красным верхом. Он испускает луч света в фокальной плоскости в виде двух белых вспышек света каждые 15 секунд. Маяк был возведён в 1982 году и реконструирован Министерством обороны Колумбии в феврале 2008 года. В настоящее время он обслуживается ВМС Колумбии и контролируется Морским управлением страны.